# Kevin Petuely
Kevin Petuely (* 17. Mai 2004) ist ein österreichischer Fußballspieler.

## Karriere
Petuely begann seine Karriere beim FC Neudorf. Zur Saison 2017/18 wechselte er in die Jugend des FC Admira Wacker Mödling. Zur Saison 2018/19 schloss er sich dem SV Horn an. Zur Saison 2020/21 rückte er in den Kader der Amateure der Horner, für die er bis zum COVID-bedingten Saisonabbruch zu fünf Einsätzen in der siebtklassigen 1. Klasse kam. Zur Saison 2021/22 wurde Petuely Teil des Profikaders der Niederösterreicher. Daraufhin spielte er im Juli 2021 im ÖFB-Cup gegen den SC Schwaz erstmals für die erste Mannschaft.
Sein Debüt in der 2. Liga gab der Offensivspieler im November 2021, als er am 14. Spieltag jener Saison gegen den SC Austria Lustenau in der Nachspielzeit für Marco Siverio eingewechselt wurde. Bis Saisonende kam er zu sieben Zweitligaeinsätzen. Zur Saison 2022/23 wechselte er leihweise zum viertklassigen SC Retz. Für Retz absolvierte er während der Leihe alle 28 Saisonspiele in der Landesliga.
Zur Saison 2023/24 kehrte Petuely wieder nach Horn zurück. Mit dem Klub stieg er 2025 aus der 2. Liga ab. Daraufhin wechselte er zur Saison 2025/26 zum sechstklassigen SV Ziersdorf.